# アニぱら音楽館 EXTREME LIVE
アニぱら音楽館 EXTREME LIVE（アニぱらおんがくかん エクストリームライブ）は、キッズステーションで放送しているアニメソング系音楽番組の『アニぱら音楽館』のレギュラー出演者及び関わりの深いアーティストによって行われる公開録画ライブイベント。
この項目では、EXTREME LIVEと銘打たれる以前の公開録音についても同様に扱う。

## 概要
キッズステーションの音楽番組『アニぱら音楽館』出演者がメイン出演者となり、不定期で行われているライブイベント。おおよそ毎年から隔年の頻度での開催となる。
番組初期からレギュラーである影山ヒロノブ、遠藤正明、YOFFYの3人は、初回から全てのライブに出演している。同番組の準レギュラーでもあるきただにひろしは、レギュラーメンバーを除き最も出演回数が多い。

## 第1回 2002年8月20日
- タイトル：「アニぱら音楽館」公開録画（無料招待）
- 開催日：2002年8月20日
- 会場：原宿GIGZOO

### 出演者
- 番組レギュラー
  - 影山ヒロノブ
  - 遠藤正明
  - 清水香里
  - サイキックラバー
    - YOFFY
    - IMAJO
- 準レギュラー
  - きただにひろし

## 第2回 2002年12月31日
- タイトル：「アニぱら音楽館」公開録画
- 開催日：2002年12月31日
- 会場：原宿GIGZOO

### 出演者
- 番組レギュラー
  - 影山ヒロノブ
  - 遠藤正明
  - 下川みくに
  - サイキックラバー
    - YOFFY
    - IMAJO
- ゲスト
  - 和田光司
  - 福山芳樹

## 第3回 2003年8月20日
- タイトル：「アニぱら音楽館」公開録画
- 開催日：2003年8月20日
- 会場：TOKYO FM HALL

### 出演者
- 番組レギュラー
  - 影山ヒロノブ
  - 遠藤正明
  - 下川みくに
  - サイキックラバー
    - YOFFY
    - IMAJO
- ゲスト
  - UNDER17
    - 桃井はるこ
    - 小池雅也

  - 千葉紗子
  - 野川さくら
  - 植田佳奈
  - Funta
    - UCO
    - 吉見

  - MANGATRIO
    - 影山ヒロノブ
    - 遠藤正明
    - きただにひろし

  - angela
    - atsuko
    - KATSU

  - 井上喜久子

### セットリスト
- 1. 宇宙は僕らを待っている / 影山ヒロノブ、遠藤正明、下川みくに、サイキックラバー
- 2. ぽぽたん畑でつかまえて / UNDER17
- 3. 恋の奇跡 / 千葉紗子
- 4. 地球 Merry-Go-Round / 植田佳奈
- 5. S・U・K・I / Funta
- 6. 爆竜戦隊アバレンジャー / 遠藤正明
- 7. それが、愛でしょう / 下川みくに
- 8. ウィーアー! / MANGA TRIO（影山ヒロノブ、遠藤正明、きただにひろし）
- 9. ロマンス / MANGA TRIO（影山ヒロノブ、遠藤正明、きただにひろし）
- 10. SAKURAマジック -しあわせになろう- / 野川さくら
- 11. 明日への Brilliant road / angela
- 12. キャラメルポリスのテーマ / 井上喜久子
- 13. いつも手の中に / サイキックラバー
- 14. SONIC DRIVE / 影山ヒロノブ、サイキックラバー
- 15. Little Wing / 影山ヒロノブ

## 第4回 2004年3月23日
- タイトル：アニぱら音楽館スペシャル　激突！LIVE BATTLE～萌VS燃～
- 開催日：2004年3月23日
- 会場：ゆうぽうと簡易保険ホール
- 初めてサブタイトルが付いた。

### 出演者
- 番組レギュラー
  - 影山ヒロノブ
  - 遠藤正明
  - 下川みくに
  - サイキックラバー
    - YOFFY
    - IMAJO
- ゲスト
  - UNDER17
    - 桃井はるこ
    - 小池雅也

  - 千葉紗子
  - 野川さくら
  - 新谷良子
  - JAM Project
    - 影山ヒロノブ
    - 松本梨香
    - 遠藤正明
    - きただにひろし
    - 奥井雅美
    - 福山芳樹
    - 河野陽吾（JAM Projectゲストギター）

### セットリスト
- 第1部
  - 1. Ticket to the Paradise / アニぱらオールスターズ
  - 2. 特捜戦隊デカレンジャー / サイキックラバー
  - 3. POPCORN / 下川みくに
  - 4. さよならソリティア / 千葉紗子
  - 5. ray of sunshine / 新谷良子
  - 6. snow to spring / 野川さくら
  - 7. 主題歌メドレー / 野川さくら、千葉紗子、新谷良子
    - 1.サクラミライコイユメ
    - 2.流れ星☆
    - 3.エンジェル★うっきー

  - 8. 輪舞-revolution / YOFFY、下川みくに
- 第2部
  - 1. POPOTAN KISS / UNDER17
  - 2. 天罰！エンジェルラビィ / UNDER17
  - 3. い・ん・て・りMouse / UNDER17
  - 4. 紅ノ牙 / JAM Project
  - 5. CRUSH GEAR FIGHT / JAM Project
  - 6. voyager / JAM Project
  - 7. SOULTAKER / JAM Project、UNDER17
  - 8. SKILL / JAM Project
  - 9. 愛だよねっ!!～ギアをつなごう～ / 出演者全員
- アンコール
  - 1. 宇宙は僕らを待っている / 出演者全員

## 第5回 2005年4月3日
- タイトル：アニぱら音楽館 EXTREME LIVE 2005
- 開催日：2005年4月3日
- 会場：渋谷公会堂
- 初めてタイトルが"EXTREME LIVE"となった。

### 出演者
- 番組レギュラー
  - 影山ヒロノブ
  - 遠藤正明
  - 下川みくに
  - サイキックラバー
    - YOFFY
    - IMAJO
- ゲスト
  - yozuca*
  - meg rock（日向めぐみ）
  - CooRie
    - rino

  - クローバー
    - 井ノ上奈々
    - 宮崎羽衣
    - 斎藤桃子
    - 庄子裕衣

  - 野川さくら
  - 新谷良子
  - 米倉千尋
  - JAM Project
    - 影山ヒロノブ
    - 松本梨香
    - 遠藤正明
    - きただにひろし
    - 奥井雅美
    - 福山芳樹
    - 河野陽吾（JAM Projectゲストギター）

### セットリスト
- 1. Tichet to the Paradice / アニぱら音楽館オールスターズ（影山ヒロノブ、遠藤正明、下川みくに、サイキックラバー）
- 2. 戦隊メドレー / サイキックラバー
  - 1. 特捜戦隊デカレンジャー
  - 2. ミッドナイト　デカレンジャー
  - 3. 呪文降臨～マジカル・フォース
- 3. いざ行け！ビートル / サイキックラバー
- 4. サクラサクミライコイユメ / yozuca*
- 5. going my way ～primary version～ / yozuca*
- 6. ベビーローテンション / meg rock
- 7. どこまでも / meg rock
- 8. Remember / 下川みくに
- 9. 輪舞-revolution / 下川みくに、奥井雅美
- 10. センチメンタル / CooRie
- 11. 光のシルエット / CooRie
- 12. 君色パレット / 野川さくら
- 13. まふゆの花火 / 野川さくら
- 14. Wonderstory / 新谷良子
- 15. 世界で一番ボクがスキ！ / 新谷良子
- 16. 最新Dream / クローバー
- 17. ネバーエンディングストーリー / che☆lip（野川さくら、新谷良子）
- 18. Sweet!! / che☆lip
- 19. 迷宮のプリズナー / JAM Project
- 20. DRAGON / JAM Project
- 21. VICTORY / JAM Project、米倉千尋
- 22. Little Wing / JAM Project、米倉千尋
- 23. 嵐の中で輝いて / 米倉千尋
- 24. 僕のスピードで / 米倉千尋
- 25. 永遠の扉 / 米倉千尋
- 26. 限界バトル / JAM Project
- 27. SKILL / JAM Project
- 28. 宇宙は僕らを待っている / 出演者全員

## 第6回 2006年9月17日
- タイトル：アニぱら音楽館 EXTREME LIVE 2006
- 開催日：2006年9月17日
- 会場：メルパルクホール

### 出演者
- 番組レギュラー
  - 影山ヒロノブ
  - 遠藤正明
  - サイキックラバー
    - YOFFY
    - IMAJO

  - 近江知永
- 準レギュラー
  - きただにひろし
- ゲスト
  - 奥井雅美
  - クローバー
    - 井ノ上奈々
    - 宮崎羽衣
    - 斎藤桃子
    - 庄子裕衣

  - 野川さくら

### セットリスト
- セットリスト
  - 1. GO!GO!Paradise!! / アニぱら音楽館オールスターズ（影山ヒロノブ、遠藤正明、サイキックラバー、近江知永）
  - 2. 戦隊メドレー / サイキックラバー
    - 1. 特捜戦隊デカレンジャー
    - 2. 呪文降臨～マジカル・フォース
    - 3. 冒険者 ON THE ROAD

  - 3. Float～空の彼方で～ / 近江知永
  - 4. 完全無欠のGOファイター!! / 遠藤正明
  - 5. Cold Rain / 影山ヒロノブ
  - 6. マジスキMAGIC / クローバー
  - 7. 空にかける橋 / 奥井雅美、近江知永
  - 8. KAKERA / 野川さくら、奥井雅美
  - 9. CHA-LA HEAD-CHA-LA / 影山ヒロノブ、野川さくら
  - 10. DANZEN!ふたりはプリキュア Ver.Max Heart（アコースティック） / 影山ヒロノブ、遠藤正明、サイキックラバー
  - 11. タッチ（アコースティック） / 影山ヒロノブ、遠藤正明、サイキックラバー
  - 12. 銀河鉄道999（TV版）(アコースティック) / 影山ヒロノブ、遠藤正明、サイキックラバー
  - 13. BRAVE HEART / 影山ヒロノブ、遠藤正明、きただに
  - 14. アコギな二人旅だぜ!! / 影山ヒロノブ、遠藤正明
  - 15. 微笑がえし / おキャンディーズ（奥井雅美、野川さくら、近江知永）
  - 16. Poppin'Heartはひとつだけ? / クローバー
  - 17. 魔弾戦記リュウケンドー / きただにひろし
  - 18. Dual Love on the planet -葉ノ香- / 野川さくら
  - 19. JUMP! / サイキックラバー
  - 20. 夕凪 / 近江知永
  - 21. WILD SPICE / 奥井雅美
  - 22. 勇者王誕生！集大成神話ver / 遠藤正明
  - 23. 聖闘士神話～ソルジャー・ドリーム～ / 影山ヒロノブ、遠藤正明、サイキックラバー、近江知永
- アンコール
  - 1. 学園天国 / アニぱらスーパーバンド
  - 2. Go Go Paradise / アニぱらスーパーバンド
- Wアンコール
  - 1. 宇宙は僕らを待っている / 出演者全員

## 第7回 2008年5月6日
- タイトル：アニぱら音楽館 EXTREME LIVE 2008
- 開催日：2008年5月6日
- 会場：Shibuya O-EAST

### 出演者
- 番組レギュラー
  - 影山ヒロノブ
  - 遠藤正明
  - サイキックラバー
    - YOFFY
    - IMAJO

  - 近江知永
- 準レギュラー
  - きただにひろし
- 過去レギュラー
  - 下川みくに
- ゲスト
  - 奥井雅美
  - ナナカナ
    - 井ノ上奈々
    - 酒井香奈子

  - 福山芳樹
  - 宮内タカユキ
  - JAM Project
    - 影山ヒロノブ
    - 遠藤正明
    - きただにひろし
    - 奥井雅美
    - 福山芳樹
- シークレットゲスト
  - 福山芳樹
  - 鷲崎健
  - 内田稔

### セットリスト
- セットリスト
  - 1. GO!GO!Paradise!! / アニぱら音楽館オールスターズ（影山ヒロノブ、遠藤正明、サイキックラバー、近江知永）
  - 2. Super Survivor / 影山ヒロノブ
  - 3. 創聖のアクエリオン ENSON Ver / 遠藤正明
  - 4. ナンバーワン・バトルブローラーズ / サイキックラバー
  - 5. ロックリバーヘ / 近江知永
  - 6. ナナカナは世界を救う!! / ナナカナ
  - 7. ほっぺにChuChu / ナナカナ VS. 近江知永
  - 8. INSANITY / 奥井雅美
  - 9. キューティーハニー / 奥井雅美 VS. 近江知永
  - 10. ガチャポン / 鷲崎健
  - 11. やさしさに包まれたなら / 出前アコギ
  - 12. 君をのせて / 出前アコギ
  - 13. Divine Love / きただにひろし
  - 14. 遊戯王デュエルモンスターズGXメドレー / きただにひろし VS. サイキックラバー
    - 1. Precious Time, Glory Day
    - 2. Endless Dream

  - 15. それが愛でしょう / 下川みくに
  - 16. 南風 / 下川みくに VS. サイキックラバー
  - 17. ワクガイ!! / 福山芳樹
  - 18. キングゲイナー・オーバー / 福山芳樹 VS. 遠藤正明
  - 19. 仮面ライダーBLACK RX / 宮内タカユキ
  - 20. 特警ウインスペクター / 宮内タカユキ VS. サイキックラバー
  - 21. 特捜エクシードラフト / 宮内タカユキ VS. 影山ヒロノブ
  - 22. Rocks / JAM Project VS. 影山ヒロノブ
  - 23. DRAGON GATE2007 / JAM Project VS. 影山ヒロノブ
  - 24. SOULTAKER / JAM Project VS. 影山ヒロノブ
- アンコール
  - 1. 銀河鉄道999 / アニぱらスーパーバンド
  - 2. 赤頭巾ちゃん御用心 / アニぱらスーパーバンド
- Wアンコール
  - 1. Ticket to the Paradise / アニぱら音楽館オールスターズ
  - 2. 宇宙は僕らを待っている / 出演者全員

## 第8回 2011年3月6日
- タイトル：アニぱら音楽館 EXTREME LIVE 2011
- 開催日：2011年3月6日
- 会場：SHIBUYA-AX

### 出演者
- 番組レギュラー
  - 影山ヒロノブ
  - 遠藤正明
  - サイキックラバー
    - YOFFY
    - IMAJO

  - ELISA
- 準レギュラー
  - きただにひろし
- 過去レギュラー
  - 下川みくに
  - 近江知永
- ゲスト
  - JAM Project
    - 影山ヒロノブ
    - 遠藤正明
    - きただにひろし
    - 奥井雅美
    - 福山芳樹
- シークレットゲスト
  - 五條真由美
  - AKINO from bless4
  - manzo
  - ULTRA-PRISM
    - 月宮うさぎ
    - 小池雅也

### セットリスト
- セットリスト
  - 1. Real Force / 影山ヒロノブ、遠藤正明、サイキックラバー、ELISA
  - 2. Battle of Omega / 影山ヒロノブ
  - 3. 明日への道~Going my way!!~ / 遠藤正明
  - 4. 侍戦隊シンケンジャー / サイキックラバー
  - 5. 君がいるから / 下川みくに
  - 6. Happy Sensation / 近江知永
  - 7. God only knows / ELISA
- 10周年振り返りコーナー
  - 1. Ticket to the Paradise / 影山ヒロノブ、遠藤正明、サイキックラバー、下川みくに
  - 2. Go!Go!Paradise!!～自分革命～ / 影山ヒロノブ、遠藤正明、サイキックラバー、近江知永
- きただにひろしプレゼンツ
  - 1. Don't say “lazy” / マンガトリオ（影山ヒロノブ、遠藤正明、きただにひろし）
  - 2. GO!!! / マンガトリオ（影山ヒロノブ、遠藤正明、きただにひろし）
  - 3. Flower / マンガトリオ（影山ヒロノブ、遠藤正明、きただにひろし）、奥井雅美
- エコガインダーVS遠藤正明
  - 1. D.O.A / 遠藤正明
  - 2. 環境超人エコガインダー / 遠藤正明
- アニ音スーパーセレクション2001～2010
  - 1. Get Over / ELISA
  - 2. INVOKE / YOFFY
  - 3. キングゲイナー・オーバー！ / 福山芳樹、影山ヒロノブ
  - 4. DANZEN！ふたりはプリキュア / 五條真由美、ELISA
  - 5. リライト / 遠藤正明
  - 6. 創聖のアクエリオン / AKINO from bless4、遠藤正明
  - 7. ハレ晴レユカイ / 下川みくに、近江知永、ELISA
  - 8. 曇天 / 影山ヒロノブ
  - 9. 溝ノ口太陽族 / manzo、YOFFY
  - 10. マジで感謝！ / YOFFY
  - 11. 侵略ノススメ☆ / ULTRA-PRISM、ELISA
  - 12. TRANSFORMERS EVO. / JAM Project
  - 13. Vanguard / JAM Project
  - 14. SKILL / JAM Project
- アンコール
  - 1. Rainbow Rising！ / ANIXILE（影山ヒロノブ、遠藤正明、サイキックラバー、ELISA）
- ダブルアンコール
  - 1. 宇宙は僕らを待っている / 出演者全員

## 第9回 2012年10月20日
- タイトル：石ノ森萬画館PRESENTS アニぱら音楽館 EXTREME LIVE in石巻[1]
- 開催日：2012年10月20日[1]
- 会場：石ノ森萬画館[2]

### 出演者
- 番組レギュラー
  - 影山ヒロノブ[3]
  - 遠藤正明[3]
  - YOFFY[3]
- 準レギュラー
  - きただにひろし[3]
- ゲスト
  - 石川智晶[3]
  - Gero[3]
  - 高取ヒデアキ[3]
  - 高橋秀幸[3]
  - 水木一郎[4]

なお、番組レギュラーのうち、IMAJO、黒崎真音は出演しない。

### セットリスト
セットリストは以下の通り。
1. 不滅のヒーローSEAJETTER KAITO / 影山ヒロノブ、遠藤正明、YOFFY、きただにひろし
2. ウィーゴー! / きただにひろし
3. BELIEVE IN NEXUS / 遠藤正明
4. 侍戦隊シンケンジャー / YOFFY
5. 鳥人戦隊ジェットマン / 影山ヒロノブ
6. モーフィン! ムービン! バスターズシップ! / 高橋秀幸
7. バスターズ レディーゴー! / 高橋秀幸、きただにひろし
8. ハリケンジャー参上! / 高取ヒデアキ
9. 四六時夢中シンケンジャー / 高取ヒデアキ、YOFFY
10. The Bandits (The Six Little Bandits) / Gero
11. 夢光年 / 影山ヒロノブ、Gero
12. アンインストール / 石川智晶
13. あんなに一緒だったのに / 石川智晶
14. 誰がために / 石川智晶
15. マジンガーZ / 水木一郎
16. 原始少年リュウ / 水木一郎
17. 仮面ライダーメドレー / 水木一郎
18. 東北合神ミライガー / 水木一郎
19. Carry on / 遠藤正明
20. 爆竜戦隊アバレンジャー / 遠藤正明
21. 環境超人エコガインダーOX / 遠藤正明
22. シージェッター海斗 / 遠藤正明
23. 誰がために / 出演者全員

## 映像ソフト
アニぱら音楽館 EXTREME LIVE
第6回の映像をDVD化。発売日は2007年8月22日、エイベックス（AVBA-26402）より発売。